# Örjan Molander
Örjan Molander, född 1961 i Stockholm, är en svensk guldsmed.
Molander studerade vid Guldsmedsskolan i Mjölby 1984-1987 och har därefter genomgått kurser i fattning och gemmologi. Bland hans offentliga uppdrag märks en rektorsregalie för Högskolan i Karlstad.